# 卡洛亞娜·納爾班托娃
卡洛亞娜·納爾班托娃（羅馬化：Kaloyana Nalbantova，2006年3月6日—），保加利亞女子羽毛球運動。她是2022年歐洲青年羽毛球錦標賽女子單打冠軍，並在2024年成功衛冕，也曾代表保加利亞參加2024年夏季奥林匹克运动会。

## 選手生涯
2022年，16歲的卡洛亞娜·納爾班托娃在歐洲青年羽毛球錦標賽女子單打決賽以14–21、21–17、21–16擊敗英格蘭的麗莎·柯廷，奪得冠軍。她在該年11月參加匈牙利羽毛球國際賽，一路從資格賽闖入決賽，最終以2比1（16–21、21–13、21–19）擊敗丹麥的弗雷德里克·隆德，獲得職業賽首冠。
2023年，納爾班托娃在荷蘭國際賽、新亞奎丹未來系列賽斬獲亞軍。10月，她在保加利亞國際賽奪得職業賽第二冠。
2024年，18歲的納爾班托娃獲得巴黎奥运会羽毛球比赛女子單打項目參賽資格，為該屆奧運最年輕的羽球選手；在小組賽階段，納爾班托娃先以11–21、15–21不敵第一種子、韓國的安洗瑩，後以21–18、21–18擊敗法國的齐雪霏，最終小組排名第二，無緣晉級。同年12月，在歐洲青年羽毛球錦標賽成功衛冕女子單打冠軍。

## 主要比賽成績
只列出曾進入準決賽的國際賽事成績：
| 年份   | 賽事                     | 公開賽級別 | 項目     | 搭檔            | 成績   |
| ------ | ------------------------ | ---------- | -------- | --------------- | ------ |
| 2020年 | 保加利亞羽毛球國際賽     | 未來系列賽 | 女子單打 | －              | 準決賽 |
| 2021年 | 保加利亞羽毛球國際賽     | 未來系列賽 | 女子單打 | －              | 準決賽 |
| 2022年 | 歐洲青年羽毛球錦標賽     | 其他       | 女子單打 | －              | 冠軍   |
| 2022年 | 保加利亞羽毛球國際賽     | 未來系列賽 | 女子單打 | －              | 準決賽 |
| 2022年 | 保加利亞羽毛球國際賽     | 未來系列賽 | 女子雙打 | 波莉娜·布赫羅娃 | 準決賽 |
| 2022年 | 匈牙利羽毛球國際賽       | 國際系列賽 | 女子單打 | －              | 冠軍   |
| 2023年 | 荷蘭羽毛球國際賽         | 國際系列賽 | 女子單打 | －              | 亞軍   |
| 2023年 | 奧地利羽毛球公開賽       | 國際系列賽 | 女子單打 | －              | 準決賽 |
| 2023年 | 南特羽毛球國際挑戰賽     | 國際挑戰賽 | 女子單打 | －              | 準決賽 |
| 2023年 | 新亞奎丹羽毛球未來系列賽 | 未來系列賽 | 女子單打 | －              | 亞軍   |
| 2023年 | 保加利亞羽毛球國際賽     | 未來系列賽 | 女子單打 | －              | 冠軍   |
| 2023年 | 愛爾蘭羽毛球公開賽       | 國際挑戰賽 | 女子單打 | －              | 準決賽 |
| 2024年 | 歐洲青年羽毛球錦標賽     | 其他       | 女子單打 | －              | 冠軍   |

| 2018-2026年 | 總決賽 | 超級1000賽 | 超級750賽 | 超級500賽 | 超級300賽 | 超級100賽 | 國際挑戰賽 | 國際系列賽 | 未來系列賽 | 其他 |

### 奧運會和世錦賽參賽紀錄
|          | 2024       |
| -------- | ---------- |
| 女子單打 | 小組第二名 |